# Lód Ih

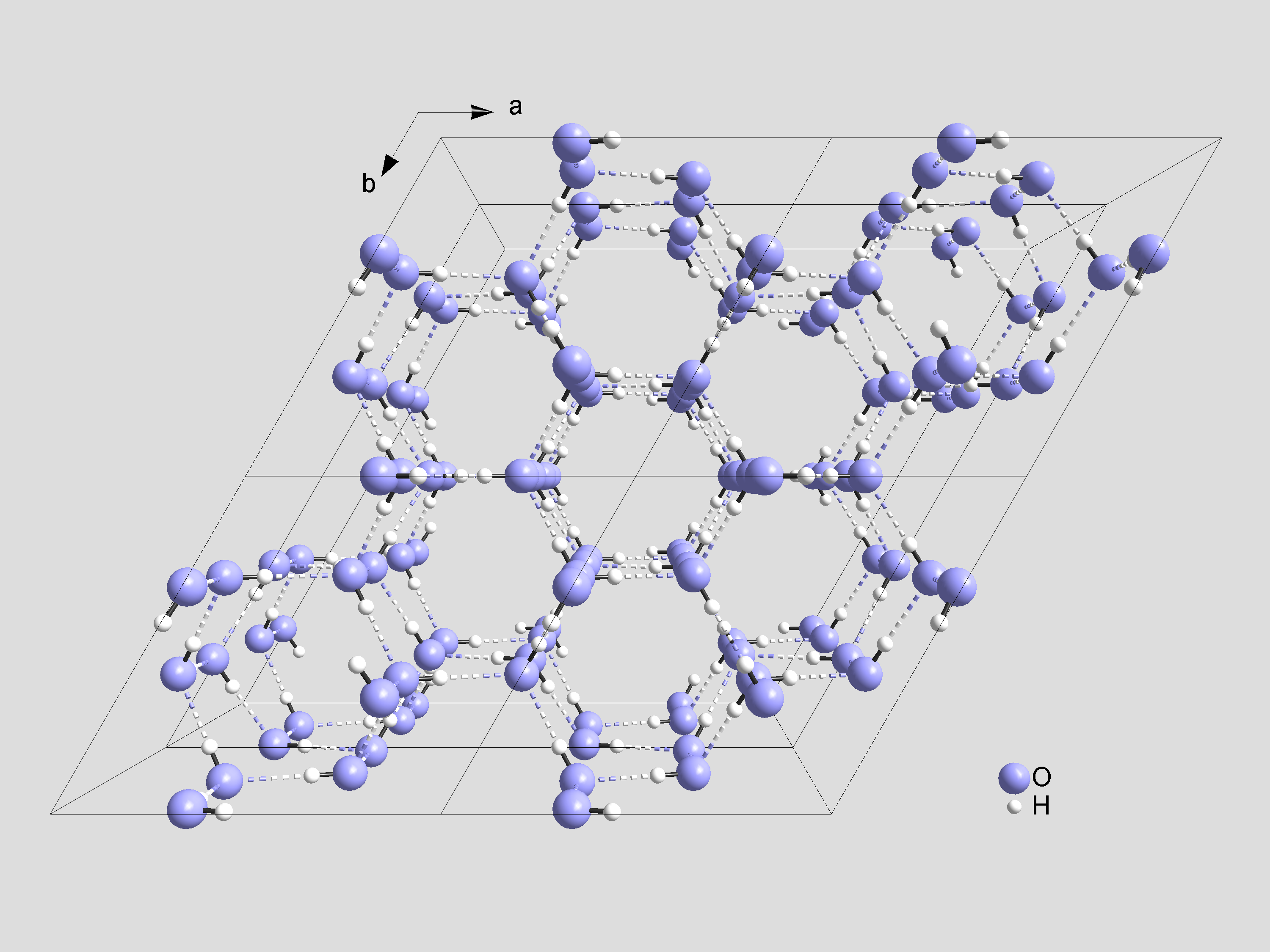
Struktura krystaliczna lodu Ih

Diagram fazowy wody w szerokim zakresie ciśnień

Lód Ih – heksagonalna odmiana lodu, najczęściej występująca na Ziemi. W warunkach ziemskich, przy spadku temperatury poniżej temperatury krzepnięcia, naturalna krystalizacja wody niemal zawsze tworzy tę fazę termodynamiczną lodu.

## Charakterystyka
Sieć krystaliczna takiego lodu ma strukturę trydymitu. Wiązania wodorowe w lodzie Ih nie są uporządkowane przestrzennie; odmiana polimorficzna tego lodu o uporządkowanych wiązaniach to lód XI. Heksagonalny układ krystalograficzny naturalnie powstającego lodu Ih uwidacznia się w sześcioramiennym kształcie płatków śniegu.
Przeważnie naturalny lód jest przezroczysty lub ma barwę białą ze względu na obecność pęcherzyków powietrza. Lód pozbawiony inkluzji gazowych, jaki można znaleźć w grubych warstwach lodowców, ma wyraźnie błękitną barwę.

## Występowanie
Niemal cały lód spotykany na Ziemi należy do tej odmiany. W atmosferze ziemskiej, w niskich temperaturach spotykanych w polarnej stratosferze i w tropopauzie w obszarze międzyzwrotnikowym, może krystalizować metastabilny lód Ic o sieci regularnej.